# Oklahomas flag
Oklahomas flag består af en lyseblå flagdug med Osage-stammens traditionelle bisonskjold med syv ørnefjer. Under skjoldet er delstatens navn "Oklahoma" skrevet med hvide bogstaver. Flaget blev indført 2. april 1925, da uden delstatsnavnet. Dette blev tilføjet 9. maj 1941.
Osage-skjoldet er dækket med to fredssymboler, den indianske fredspibe og olivenkvisten, den hvide befolknings symbol for fred. Seks kors, de indfødtes symbol for stjerner, er placeret på skjoldet. Det blå felt repræsenterer det første officielle flag af de indfødte, Choctaw-indianers flag under den amerikanske borgerkrig. Den blå farve symboliserer loyalitet og hengivenhed.

## Historie
Oklahomas første flag blev vedtaget 2. marts 1911, fire år efter at Oklahoma blev USA's 46. delstat. Flaget benyttede de samme farver som i USA's flag, rødt, hvidt og blåt, da med at en blåkantet hvid stjerne med tallet 46 i blåt blev placeret i midten af en rød flagdug. Tallet henviser til Oklahomas nummer i unionen.
I 1924 blev der afholdt en konkurrence for at erstatte flaget med et nyt. Flaget fra 1911, med den hvide stjerne på rød bund, blev i årene efter den russiske revolution associeret med kommunisme. Den patriotiske organisation Daughters of the American Revolution arrangerede derfor konkurrence om nyt flag. Det vindende bidrag var tegnet af Louise Funk Fluke. Det blev antaget som Oklahomas delstatsflag i 1925.